# Rădeşti (Galaţi)
Rădeşti é uma comuna romena localizada no distrito de Galaţi, na região de Moldávia. A comuna possui uma área de 38.99 km² e sua população era de 1650 habitantes segundo o censo de 2007.